# Pauline Collins
Pauline Collins (Exmouth, 3 settembre 1940) è un'attrice britannica.

## Biografia
Conosciuta agli inizi di carriera per il ruolo di Sarah Moffat nella serie televisiva Su e giù per le scale e il suo spin-off Thomas & Sarah, è stata protagonista anni più tardi del film Shirley Valentine - La mia seconda vita (1989), con il quale vinse il premio BAFTA e fu candidata ai premi Oscar e Golden Globe. La Collis aveva precedentemente interpretato Shirley Valentine a teatro a Londra e Broadway, vincendo il Laurence Olivier Award alla miglior attrice e il Tony Award alla miglior attrice protagonista in un'opera teatrale.
È sposata con John Alderton e ha tre figli.

## Filmografia parziale
- Shirley Valentine - La mia seconda vita (Shirley Valentine), regia di Lewis Gilbert (1989)
- La città della gioia (City of Joy), regia di Roland Joffé (1992)
- Mutters Courage, regia di Michael Verhoeven (1995)
- Paradise Road, regia di Bruce Beresford (1997)
- Mrs Caldicot's Cabbage War, regia di Ian Sharp (2000)
- One Life Stand, regia di May Miles Thomas (2000)
- Incontrerai l'uomo dei tuoi sogni (You Will Meet a Tall Dark Stranger), regia di Woody Allen (2010)
- Albert Nobbs, regia di Rodrigo García (2011)
- Quartet, regia di Dustin Hoffman (2012)
- Amiche all'improvviso (The Time of Their Lives), regia di Roger Goldby (2017)

### Televisione
- Su e giù per le scale (Upstairs, Downstairs) - serie TV, 13 episodi (1971-1973)
- Thomas and Sarah - serie TV, 13 episodi (1979)
- Il brivido dell'imprevisto (Tales of the Unexpected) - serie TV, 2 episodi (1980-1988)
- Mr. Men & Little Miss - serie TV animata, voce femminile (1983)
- Forever Green - serie TV, 18 episodi (1989-1992)
- Bleak House - miniserie TV, 10 episodi (2005)
- Doctor Who - serie TV, 1 episodio (2006)
- Merlin - serie TV, episodio 3x09 (2010)
- Miss Marple - Un cavallo per la strega (Marple: The Pale Horse), regia di Andy Hay - film TV (2010)
- Mount Pleasant - serie TV, 14 episodi (2011-2012)

## Teatro
- Shirley Valentine di Willy Russell, regia di Simon Callow. Vaudeville Theatre di Londra (1988), Booth Theatre di Broadway (1989)

## Doppiatrici italiane
- Lorenza Biella in Incontrerai l'uomo dei tuoi sogni, Albert Nobbs, Quartet
- Manuela Andrei in Shirley Valentine - La mia seconda vita
- Paila Pavese ne La città della gioia
- Miranda Bonansea in Paradise Road
- Cristina Dian in Miss Marple
- Aurora Cancian in Merlin
- Doriana Chierici in Il segreto di Green Knowe - From Time to Time

## Riconoscimenti
Premi Oscar 1990 - Candidatura all'Oscar alla miglior attrice per Shirley Valentine - La mia seconda vita